# Brasiliorchis
Genre
Brasiliorchis est un genre d'orchidées épiphytes comptant une quinzaine d'espèces originaires d'Amérique du Sud.

## Systématique
Les espèces du genre Brasiliorchis étaient classées dans le genre Maxillaria.

## Synonymes
- Maxillaria sect. Repentes Pfitzer

## Liste d'espèces
- Brasiliorchis barbosae (Loefgr.) R.B.Singer, S.Koehler & Carnevali
- Brasiliorchis chrysantha (Barb.Rodr.) R.B.Singer, S.Koehler & Carnevali
- Brasiliorchis gracilis (Lodd., G.Lodd. & W.Lodd.) R.B.Singer, S.Koehler & Carnevali
- Brasiliorchis heismanniana (Barb.Rodr.) R.B.Singer, S.Koehler & Carnevali
- Brasiliorchis kautskyi (Pabst) R.B.Singer, S.Koehler & Carnevali
- Brasiliorchis marginata (Lindl.) R.B.Singer, S.Koehler & Carnevali
- Brasiliorchis monantha (Barb.Rodr.) Campacci
- Brasiliorchis moutinhoi (Pabst) F.Barros & L.R.S.Guim.
- Brasiliorchis phoenicanthera (Barb.Rodr.) R.B.Singer, S.Koehler & Carnevali
- Brasiliorchis picta (Hook.) R.B.Singer, S.Koehler & Carnevali
- Brasiliorchis piresiana (Hoehne) Christenson
- Brasiliorchis polyantha (Barb.Rodr.) R.B.Singer, S.Koehler & Carnevali
- Brasiliorchis porphyrostele (Rchb.f.) R.B.Singer, S.Koehler & Carnevali
- Brasiliorchis schunkeana (Campacci & Kautsky) R.B.Singer, S.Koehler & Carnevali
- Brasiliorchis ubatubana (Hoehne) R.B.Singer, S.Koehler & Carnevali

## Répartition
Équateur, Bolivie, sud est du Brésil